# 雑賀衆
雑賀衆（さいかしゅう）は、中世の日本に存在した鉄砲傭兵・地侍集団の一つである。また、史料に見られる「惣国」と同じと考えられているため、「紀州惣国」もしくは「雑賀惣国」とも呼ばれている。雑賀衆は紀伊国北西部（現在の和歌山市及び海南市の一部）の「雑賀荘」「十ヶ郷」「中郷（中川郷）」「南郷（三上郷）」「宮郷（社家郷）」の五つの地域（五組・五搦などという）の地侍達で構成されていた。高い軍事力を持った傭兵集団としても活躍し、鉄砲伝来以降は、数千挺もの鉄砲で武装した。また海運や貿易も営んでいた。「さいが」と読むのは誤読である。

## 歴史
雑賀衆を構成した主な一族としては、雑賀荘の土橋氏、十ヶ郷（現和歌山市西北部、紀ノ川河口付近北岸）の鈴木氏などが知られている。
雑賀衆は15世紀頃に歴史に現れ、応仁の乱の後、紀伊国と河内国の守護大名である畠山氏の要請に応じ近畿地方の各地を転戦、次第に傭兵的な集団として成長していった。紀ノ川河口付近を抑えることから、海運や貿易にも携わっていたと考えられ、水軍も擁していたようである。種子島に鉄砲の製造法が伝来すると、根来衆に続いて雑賀衆もいち早く鉄砲を取り入れ、優れた射手を養成すると共に鉄砲を有効的に用いた戦術を考案して優れた軍事集団へと成長する。
「雑賀衆」という言葉の史料上の初出は、本願寺の蓮如の子である実従の「私心記」1535年6月17日条であり、「雑賀衆三百人計」が大坂本山に来援した、とある。そしてこの翌年2月には証如からこの時の活躍について感謝状（『本願寺文書』）が出されている。

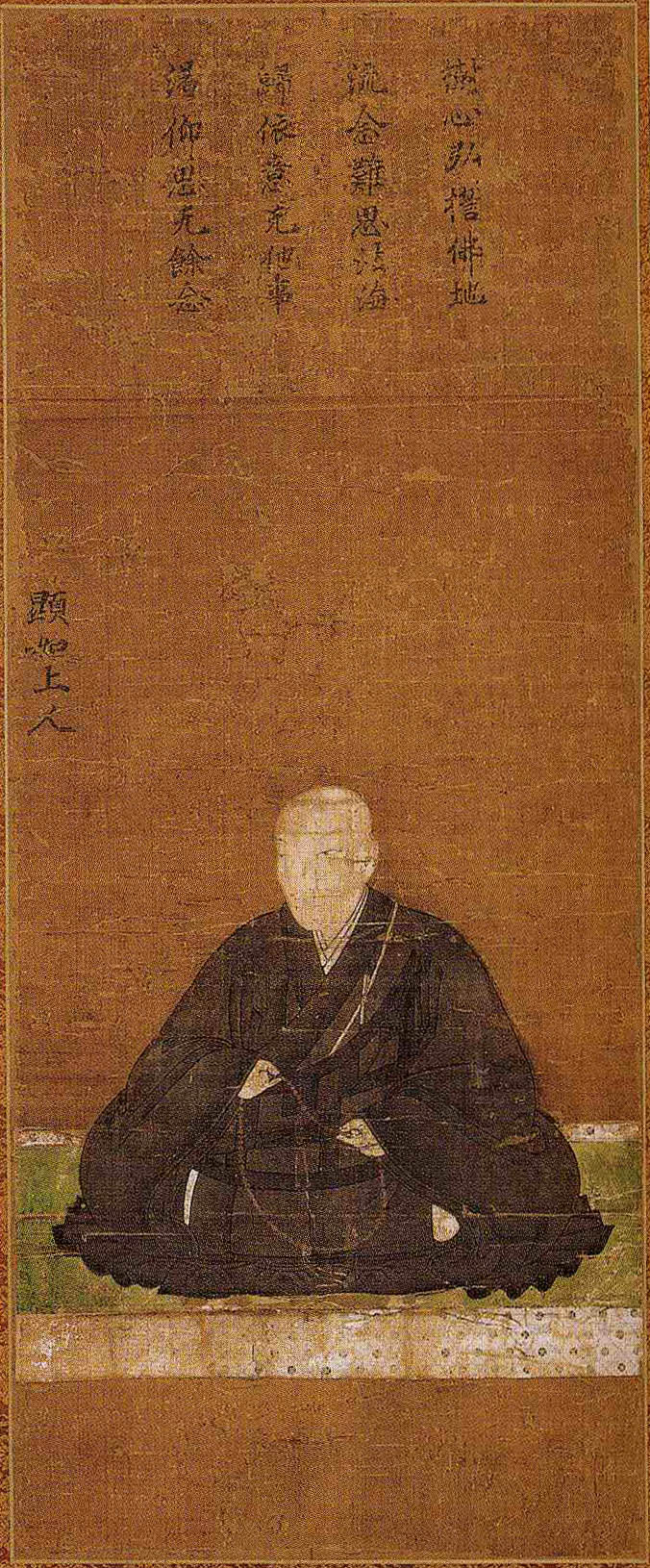
顕如像

1570年（元亀元年）に織田信長と三好三人衆の間で野田・福島の戦いが起こると、鈴木孫一（雑賀孫市）らを指導者とする雑賀衆は傭兵部隊として三好三人衆軍についた。一方、足利義昭の要請に応じた畠山昭高が雑賀衆・根来衆らを援軍として送り出し、織田信長軍についた。その後大規模な銃撃戦、攻城戦が繰り広げられたが、雑賀衆同士が戦った可能性を示唆している研究者もいる。この傾向は石山本願寺が野田・福島の戦いに参戦した後も変化が無かった。むしろ、1573年（元亀4年・天正元年）に三好長治が重臣の篠原長房を討った上桜城の戦いでは、三好長治は日蓮宗を保護して浄土真宗を弾圧し、篠原長房は三好三人衆や石山本願寺ともに反信長派でしかも妻が本願寺の一族出身であったにもかかわらず、雑賀衆は三好軍に参加して篠原氏を滅ぼし、石山本願寺に打撃を与えている（ただし、雑賀の真宗門徒の主張によって、長房の妻とその所生の男子は殺されずに門徒に引き渡された）。だが、この年に足利義昭が織田信長により都から追放されて紀伊の由良郡にある興国寺に入り、同じ年に畠山昭高が重臣の遊佐信教に殺害されると、多くの雑賀衆は石山本願寺につき、織田信長軍と戦った。
織田信長と石山本願寺の抗争は激化し（石山合戦）、1576年（天正4年）5月に織田軍は雑賀衆に敗退を喫した。さらに同年7月には織田方の水軍が毛利氏と雑賀衆の水軍と戦い壊滅的な被害を受けている（第一次木津川口の戦い）。
信長は本願寺を倒すために、まず雑賀衆を抑えることを考え、中郷（中川郷）・南郷（三上郷）・宮郷（社家郷）の雑賀衆及び根来衆杉坊をあらかじめ味方につけた。
1577年（天正5年）2月、信長は10万の大軍で和泉国に展開し、6万の軍勢を雄山峠と孝子峠の二手に分けて紀伊に侵攻し雑賀衆と交戦した（第一次紀州征伐）。織田軍は中野城こそ落とすも、不慣れな地形に苦戦したが、最終的には雑賀荘・十ヶ郷の雑賀衆を率いる鈴木孫一・土橋守重らに誓紙を提出させ、服属を誓わせた。しかし、この戦いで織田軍は大きな損害を出し、服属させたはずの雑賀衆もすぐに自由な活動を再開して本願寺に荷担し、孫一は信長に協力した宮郷の雑賀衆や根来衆が守る太田城を攻めた。しかし、戦況が膠着状態となり和議が成立し信長の軍は撤退した。信長撤退後、内紛が発生した雑賀衆だったが鈴木孫一らが掌握した。
1577年（天正5年）8月頃に信長は再び雑賀衆と交戦したが撤退している。
雑賀衆は同時期の四国地方での戦いにも関与している。
近世軍記物の『土佐物語』巻第十一「今市合戦に紀州湊雑賀降参の事」には、「四国の大半が元親の掌握に落ちたのを聞き、その威に恐れ、紀州湊雑賀の者共一同に、連判起請文を書いて土佐へ降参し、人質2、3人代わり代わり在岡豊をぞ、したりける」と記述され、土佐に人質を常に送っていたことが記される。この他にも巻第十三「勝瑞の城 没落の事」において、雑賀の者共が2千余、寄せ手の陣へ馳せ加わったと記述がみられる。
1580年（天正8年）4月、門主顕如が石山本願寺から退去して石山戦争が終結すると、雑賀衆の門徒たちは雑賀の鷺森（現在の鷺森別院）に顕如を迎え入れた。しかしこれ以降、織田信長に進んで従おうとする派と反織田を貫こうとする派が対立し、雑賀衆の内部は分裂することとなった。1582年（天正10年）には親織田派の鈴木孫一が反対派の土橋氏を倒すが、同年の本能寺の変によって信長が横死すると、孫一は織田信張のもとに逃亡し、土橋派が主導権を握る。
なお、毛利方が本能寺の変報を入手したのは羽柴秀吉撤退の日の翌日で、雑賀衆からの情報であったことが吉川広家の覚書（案文）から確認することができる。
以後は、もっぱら中央集権化を進めて土豪の在地支配を解体しようとする羽柴秀吉の動きに雑賀衆は一貫して反発し続け、根来衆と組んで小牧・長久手の戦いでは大坂周辺にまで出兵して尾張に出陣した秀吉の背後を脅かした。1584年（天正12年）1月、和泉国で秀吉と雑賀衆・根来衆の対立が激化し、一時、紀州勢は大坂城に迫る勢いであった。
1585年（天正13年）、秀吉は徳川家康と和解。同年3月、秀吉は和泉国で本格的な戦闘を開始し、敗走する紀州勢を追って6万の軍勢で紀伊国に攻め入った（千石堀城の戦い、第二次紀州征伐）。3月末には拠点であった太田城が落城し雑賀衆は終焉を迎えた。
かつての雑賀衆は、滅びた土豪勢力として帰農したり、各地に散らばって鉄砲の技術をもって大名に仕え、集団としては歴史から消滅した。

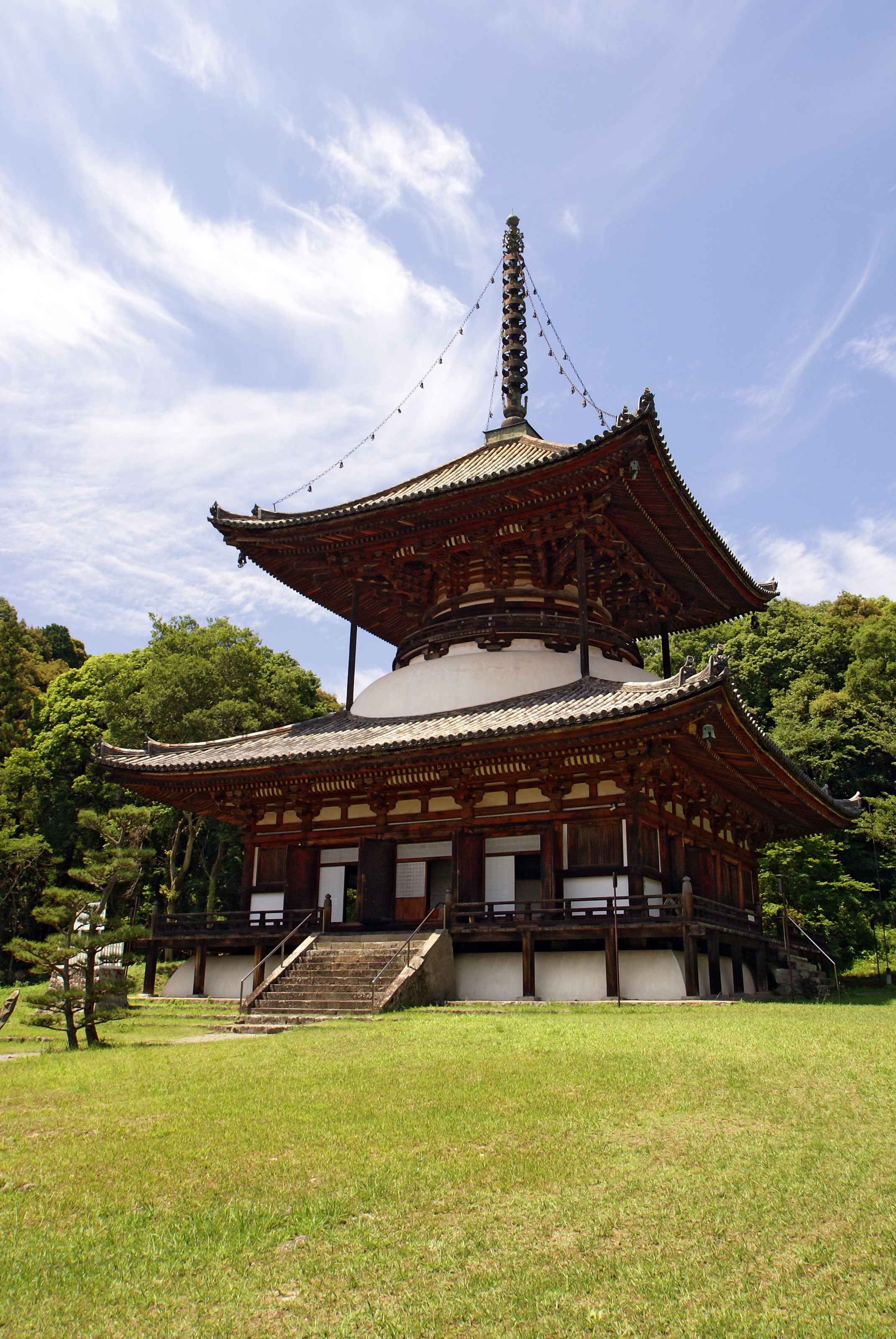
根来寺の大塔/国宝

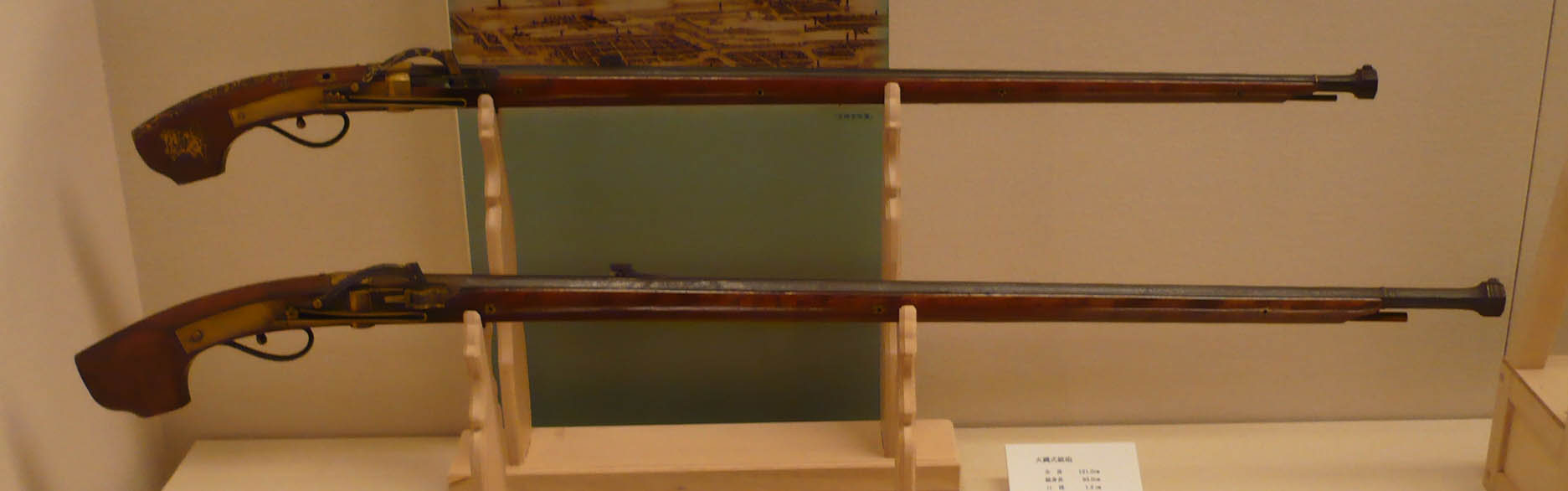
火縄式鉄砲

## 雑賀衆の実態

### 雑賀衆と雑賀一向一揆
雑賀衆は鈴木重秀や土橋守重を始め、石山御坊などに籠城しているところから、浄土真宗門徒と考えられてきた。
だが、雑賀地域には浄土宗西山派の本山とされる総持寺があり、しかも総持寺の近くにある同宗の安楽寺が土橋氏の菩提寺であったことが判明してきた。武内善信の研究によれば、戦国時代の雑賀周辺は浄土真宗と浄土宗の勢力が拮抗し、更に真言宗も入り込んでいたとする。鈴木氏は浄光寺末の一道場の代表信徒に過ぎなかったが、早くから本願寺を支援し、また有力な地侍ということで本願寺からは雑賀の一向衆の指導者である年寄衆と同格に扱われていた。また、浄土宗の中でも西山派の中には粟の土橋氏のように反信長の立場から石山戦争に協力的な者もいたが、加太の西山氏のようにこれに加わらない者もおり、一方で鎮西派の人々は非協力的であった。
武内は組－惣荘・惣郷－惣村単位で一揆を結んだ地縁集団である「雑賀衆」「雑賀一揆」と鷺森御坊を中心に道場を単位として本末関係を介して惣村間に横のつながりを有した真宗信者集団である「雑賀門徒」「雑賀一向衆」は別の集団であり、「雑賀衆」の中に多数の「雑賀門徒」を抱えてはいたものの、必ずしも多数派ではなかったとする。石山本願寺にとっては不利な篠原長房の滅亡に雑賀衆が関わっていることや、石山戦争初期に将軍や守護の意向を受けて信長傘下で戦ったのも「雑賀衆」が一向一揆的な集団ではなく、雑賀地域一帯における惣国一揆としての性格を有していたことに由来している。
ところが信長と協力関係にあった守護河内畠山家の没落によって、本願寺を救援したい雑賀門徒と足利義昭の京都復帰を支持する非真宗門徒の思惑の一致の中で雑賀衆の本願寺支援が本格化していき、雑賀荘・十ヶ郷を中心に鈴木氏ら真宗門徒に土橋氏ら非門徒を巻き込んだ反信長連合と言う形で「雑賀一向一揆」と呼ぶべき新たな一揆が形成された（一揆内一揆の発生）。一方で、依然としてこの動きに反対する者もおり、惣国一揆としての雑賀衆としての団結に揺らぎが生じていくことになる。第一次紀伊征伐は実際には織田軍と雑賀一向一揆の戦いであり、雑賀衆でも彼らと距離を置いていた中郷（中川郷）・南郷（三上郷）・宮郷（社家郷）が織田方についたのは当然の流れであった。だが、その後の鈴木孫一・土橋守重や三郷の門徒らによる一向一揆の反撃で南郷は陥落し、雑賀衆の実権は鈴木・土橋ら一向一揆の指導者に握られる。だが、雑賀衆の一揆が持つ統制機能が失われ、石山戦争終結後の対織田政策において本願寺の意向に従って和解を図る門徒系の鈴木氏と足利義昭を支持して抵抗を続けようとする非門徒系の土橋氏の対立が深まると、一向一揆の分裂を招き、雑賀衆は解体に向かう事になった。
武内は「雑賀一揆は信長側で出陣したことはあっても、組織全体として本願寺のために参戦した事実は、一切確認できない」と結論づけている。

### 根来衆との関係
雑賀衆に対して、同じ紀伊国の根来衆は根来寺を中心とした新義真言宗の僧徒らの集団を指している。戦国時代には、一説によると寺領が50万石とも70万石とも言われている。根来寺の僧は教学や儀式をつかさどる「学侶」と堂塔の管理や寺の防衛をつかさどる「行人」と分けられ、根来衆の大半は行人でしめられている。行人とは僧兵のことで、根来衆は僧兵集団と解釈される場合もある。一方雑賀衆には、行人や僧兵と言われる者たちはいなかったと思われている。現在の和歌山市の全域と海南市の一部に、沢山いた土豪の集まりで、地域と密着した集団が雑賀衆と思われている。似通っている点としては、優秀な鉄砲集団、傭兵集団で、地域も近く人的な交流もさかんであったと思われる｡雑賀衆の各郷（雑賀荘・十ヶ郷・中郷・社家郷・三上郷）の家からは、根来寺に塔頭を立て、子弟を入れていた。特に有名な家として、十ヶ郷の土橋氏は泉識坊、中郷の岩橋氏は威徳院等がある。

### 鉄砲と雑賀衆
天文12年（1543年）8月の鉄砲伝来後、根来寺の僧津田算長らが鉄砲を畿内に持ち帰っており、根来衆経由で雑賀衆に持ち込まれた可能性が考えられている。根来衆の佐武伊賀守が天文18年（1549年）に鉄砲を習い始める、という記述が見受けられるので、恐らくこの以前には根来衆に伝来していたと思われている。
根来衆には一定量の鉄砲があったと思われているが、これらの鉄砲をどのようにして用意できたのか、現在に至るも明確には解っていない。説としては、堺より外国から移入した、地元で作られた、当時は鉄砲作成技術はなく他の地域より職人を招いたなどが言われているが、いずれも推測の域を出ない。仮に鉄砲を自前で作成していたとしても、雑賀には鉄砲の材料となる鉄、真鍮、黒色火薬の材料となる硝石が生産されておらず、入手経路などを示す資料は解っていない。

ただし、硝石は雑賀に限らず日本国内では天然では産出せず、外国からの輸入に依存していたものであり、海運を営んでいた雑賀はむしろ入手が容易な立場にある。

### 雑賀衆の構成
雑賀衆は、「雑賀荘」「十ヶ郷」「中郷（中川郷）」「南郷（三上郷）」「宮郷（社家郷）」の5つの地域から成り立っている。砂州や砂丘地帯にあり主に漁業や海運・商業を生業とし一向宗や浄土宗を信仰する雑賀荘・十ヶ郷のグループと、農耕地帯にあり主に農業を生業とし新義真言宗を信仰する中郷（中川郷）・南郷（三上郷）・宮郷（社家郷）のグループに大別された。
雑賀衆の運営については、先に挙げた5つの地域や各共同体組織の代表者で構成される「年寄」の会議で行われた。また、各地域の代表者は輪番制とされていたとも考えられている。その地域の代表者がわかる史料の一つに、永禄5年（1562年）7月吉日付「湯川直春起請文」がある。

### 沙也可＝雑賀衆説
文禄・慶長の役の際、加藤清正の配下として朝鮮に渡ったものの、朝鮮軍に投降して日本軍と戦ったとされる沙也可、朝鮮名を金忠善（キム・チュンソン、ハングル表記：김충선）と呼ばれる人物が雑賀衆の人物であるという説がある。小説（例えば神坂次郎の小説『海の伽耶琴』）などではよく取り上げられる説であるが、根拠としては雑賀（サイカ）が訛って朝鮮読みの사야카（サヤカ）と伝わったという説や、雑賀衆は文禄・慶長の役の戦列に加わっており、銃砲技術を精通している集団に属し、秀吉方に叛意がある倭人であることから、この説が浮上したと見られる。他にも日本の史料に鈴木善之という人物が雑賀衆に存在していた記録が残されており、善之が沙也可だと仮定すると金忠善の名は、善之から取った可能性も示唆されている。あざなとして「善之」を名乗っていることが確認できている。

## 文化財
2015年（平成27年）3月13日、村上水軍の村上武吉が天正9年（1581年）に雑賀衆の向井弾右衛門尉に発行した海上通行証「過所船旗（かしょせんき）天正九年三月廿八日」が重要文化財に指定されることが決まり、9月4日に指定された。